# October Faction
(Tagline della pagina pubblicitaria che presenta ufficialmente la serie.)
The October Faction è una serie a fumetti creata dallo scrittore statunitense Steve Niles e dall'artista Damien Worm, pubblicata dalla casa editrice indipendente IDW Publishing a partire dal 2014. La storia, di genere horror, vede protagonista la famiglia Allen il cui patriarca Fredrick è stato un cacciatore di mostri, ora sposato e dedito all'insegnamento universitario. I due figli (Geoff e Vivian) sono esperti nell'occulto e sono desiderosi di portare avanti la tradizione di famiglia per combattere le forze oscure.
Nel 2018 la piattaforma streaming a pagamento Netflix ha annunciato la produzione di una serie televisiva basata sull'opera di Niles e Worm. Lo showrunner è Damian Kindler e lo stesso Niles figura tra i produttori esecutivi. La prima stagione esordisce il 23 gennaio 2020.
Nel 2019, tramite il suo sito ufficiale, la IDW inserisce The October Faction tra i 10 miglior fumetti horror che ha pubblicato. Tra questi vi è anche un'altra celebre creazione di Niles quale 30 Days of Night da cui è tratto il film 30 giorni di buio.

## Trama
La storia si dipana in diversi archi narrativi pubblicati all'interno di una serie regolare e due miniserie, pubblicate tra il 2014 e il 2018.

### Mostri di famiglia
Gli Allen sono una famiglia composta da Fredrick, sua moglie Doloris, il figlio Geoff e la figlia Vivian. Vivono in una sinistra magione nel bosco che si trova alla periferia della cittadina di Gristlewood. In passato Fredrick, talvolta in collaborazione con Doloris, dava la caccia alle creature delle tenebre e a ogni tipo di mostro che la gente comune ritiene nato dal folklore o dalle superstizioni del passato. Gli Allen sono però consapevoli delle minacce occulte che possono turbare le certezze e la routine della società moderna. Nonostante questo Fredrick ha deciso di ritirarsi da questa rischiosa attività e ora si dedica all'insegnamento. I due figli, ormai alla soglia dell'età adulta, vogliono però riprendere la tradizione di famiglia e desiderano che il padre gli faccia da mentore. Il genitore è inizialmente contrario a indirizzare la sua prole verso una guerra alle forze oscure che potrebbe travolgerli tutti. A malincuore comincia però a rendersi conto che il suo passato non può essere cancellato né allontanato dalle vite degli Allen. La stessa moglie riesce a procurarsi la chiave di un magazzino del marito dove si reca per liberare un ragazzo (di nome Dante) in parte coperto da una strana armatura, il quale incolpa Fredrick di aver ucciso lo scienziato che lo aveva salvato utilizzando miracolosi e strani innesti meccanici. La donna non spiega la sua azione ma sembra impietosita dallo stato di cattività del giovane. Vi è poi il ritorno di Lucas, ex-compagno d'armi di Fredrick nella battaglia contro i mostri. Il prezzo che ha dovuto pagare è però quello di essere stato contagiato da un licantropo e ora si può trasformare in un Uomo-Lupo. Nonostante si presenti come un vecchio amico, Lucas è in combutta con un individuo di nome Merle Cope il quale, dopo aver picchiato violentemente Doloris, si reca nella villa degli Allen dove minaccia Fredrick di fronte ai suoi figli. Il messaggio è chiaro: vuole distruggerli come Fredrick ha distrutto la vita di molti innocenti. Il capo famiglia degli Allan non ha un momento di esitazione e uccide Cope con un'arma da fuoco e chiede l'aiuto dei figli per seppellirlo in giardino. Questi non rimane però a lungo nel suo luogo di sepoltura in quanto viene resuscitato dalla sorella Opal. La famiglia a cui appartiene Cope pare quindi essere capace di esercitare arti occulte tra cui magia nera e negromanzia. Nel frattempo gli Allan hanno modo di riunirsi in quanto Doloris è dimessa dall'ospedale e riescono a convincere il ragazzo-robot Dante che Fredrick non ha ucciso suo padre ma è invece stato fondamentale per salvargli la vita, proteggendolo e nascondendolo ai suoi fratelli ovvero le altre creature frutto degli esperimenti non di un genitore amorevole ma di uno scienziato folle. Gli propongono inoltre di unirsi alla famiglia in quanto, anche lui, come Geoff e Vivian, è un orfano e gli Allen lo sono stati tutti. Dante accetta e Fredrick sembra disposto ad insegnare ai suoi figli l'arte dei Cacciatori di Mostri, ormai il confronto con le minacce dal passato sono inevitabili, tanto vale essere pronti. Per celebrare l'evento , che per caso si svolge nel mese di ottobre, Fredrick inaugura un nuovo team dal nome October Family.

### Il brivido della caccia
Inizia l'addestramento per Geoff, Vivian e Dante. La prima opportunità di mettersi alla prova arriva la notte di Halloween quando la famiglia Allen viene attaccata da un Ghoul che approfitta per mimetizzarsi con la gente che gira per il dolcetto e scherzetto e attaccare la residenza. Fredrick è comunque pronto in quanto non è la prima volta che in questa notte dell'anno i mostri attaccano la famiglia. Il padre mostra quindi ai figli una stanza segreta dove risiedono manufatti e armamenti. Dopo aver eliminato l'intruso cominciano le prove per i ragazzi. Devono riuscire a rimanere nella casa mentre affrontano un vampiro, un licantropo e la stessa madre che ingerisce una pozione denominata Hyde, trasformandola in una sua versione distorta e malvagia. Dopo essersi liberati delle prime due minacce non possono che fuggire di casa di fronte alla trasformazione della madre e per riportarla alla normalità interviene Fredrick con un antidoto ma ritiene la prova superata. Giustifica il successo affermando che quando si affrontano dei mostri è inevitabile infrangere le regole. Geoff è però incuriosito dalla documentazione che il padre teneva nascosta nelle stanze (finora) segrete della casa e qui scopre i suoi diari dove viene rivelata la verità sui di lui e la sorella. I loro veri genitori (gli Harlow) sono stati uccisi dagli Allen che hanno poi deciso di adottare i loro due figli ancora piccoli. La notizia sembra turbare profondamente i ragazzi ma non c'è tempo per metabolizzarla in quanto il padre viene rapito da Merle Cope che grazie ai poteri di una misteriosa donna chiamata la mamma (vera o presunta), viene trasformato in uno zombie secondo il rito voodoo e gli viene rimosso il cuore. La donna è in possesso di diversi cuori e tramite questi riesce a comandare una moltitudine di zombie compreso lo stesso Fredrick che viene scatenato contro la sua famiglia. Grazie allo sforzo congiunto di Doloris, Lucas, Dante, Geoff e Vivian, gli Allen riescono a contrattaccare e raggiungono la casa di Cope. Qui affrontano la matriarca e le rubano il cuore di Fredrick, dando fuoco a tutta la magione e gli ltri cuori in essa contenuti. Utilizzando scienza medica e arti esoteriche riunisco Fredrick al suo cuore facendogli riprendere la ragione e i sentimenti. L'unità si è dimostrata più forte delle possibili divisioni e il nuovo gruppo di cacciatori di mostri è formato, i membri sono 6: la famiglia Allen, il licantropo Lucas e il ragazzo robot Dante (anch'esso adottato dagli Allen).

### Incantesimi
(Fredrick Allen)
L'October Family entra in azione a da subito si trova ad essere interpellata per nuovi casi da risolvere quali una casa posseduta da fantasmi e l'arrivo in zona di un trio di vampiri. Questi attaccano Philip, il compagno di Geoff, trasformandolo in uno di loro ma Fredrick riesce a farlo tornare umano grazie alla tecnica della trasfusione di plasma non contaminato. Il donatore è lo stesso Geoff che per l'occasione rivela al padre di essere innamorato del ragazzo e quindi della sua omosessualità, il sentimento è ricambiato da Philip. Il padre non si oppone ma avverte il figlio di stare all'erta, ora che gli Allen sono tornati a cacciare nelle tenebre, possono essere a loro volta vittime di predatori generati da forze occulte. Nel frattempo continua l'addestramento dei più giovani ovvero i figli degli Allen e Dante. Lucas si occupa dell'addestramento corpo a corpo, Geoff migliora la sua abilità negli incantesimi consultando i testi di famiglia, e Doloris si dedica personalmente alla figlia di affinare alla figlia. Vivian mostra infatti un'innata capacità nel combattimento, utilizzando magia e agilità corporea.
Fredrick vorrebbe però aiutare il suo amico Lucas, destinato a rimanere nella forma di uomo-lupo in quanto se tornasse nella sua forma umana, il tumore terminale che lo affligge lo ucciderebbe. Visto che la medicina non può più aiutarlo efficacemente rimane la magia ma anche questa non ha soluzioni definitive. Per valutare le reali condizioni di Lucas viene quindi creato un cerchio magico che generi uno spazio al di fuori della nostra dimensione e quindi un luogo dove non valgono le leggi fisico-matematiche a cui si è soggetti. Una volta creato il cerchio e pronunciato l'incantesimo, Fredrick e Lucas vi entrano così che questi possa tornare un essere umano e il suo reale stato di salute possa essere vagliato. Una volta nel cerchio le condizioni in cui si trova Lucas sono peggiori del previsto e non ha più le forze di tornare un uomo-lupo. L'incantesimo si rompe prima che possa uscire dal cerchio e Lucas viene quindi trasportato in un'altra dimensione mentre Fredrick ne esce in tempo. Nella sua forma animalesca Lucas si ritrova in una dimensione oscura all'interno di una foresta con alberi di rovi e spine, qui incontra due ragazzini impauriti che fuggono da colui che chiamano il Re degli Elfi, il Signore indiscusso di quelle terre desolate. Fredrick non vuole abbandonare il suo amico e ordina a Geoff di riaprire il portale, evocando un incantesimo che porti lui e la moglie nella stessa dimensione in cui è finito Lucas. Nel frattempo da istruzioni a Vivian e Dante di andare alla caccia dei tre vampiri che hanno attaccato Philip.
Questi si avventurano nelle foreste limitrofe dove scoprono tracce di sangue che conducono ad un tombino, passaggio verso le fognature. Una volta entrati si rendono conto di aver contro non solo tre vampiri ma intera covata e quindi fuggono verso casa dove riescono a rifugiarsi. Geoff riesce ad erigere un incantesimo di protezione che allontana l'orda di vampiri che circonda l'abitazione. All'interno vi è un'altra minaccia in quanto dal portale aperto verso altre dimensioni è riemerso il Re degli Elfi che pare abbia fatto prigionieri gli Allen, Lucas e diversi bambini sperduti. Nel suo regno però gli Allen riescono ad avere la meglio sulla sua guarnigione e fuggono dal castello con tutti i suoi prigionieri. Durante la fuga uccidono anche la figlia del Re, il quale lo percepisce e quindi si arrende sconsolato. Al loro ritorno gli Allen e Lucas decidono di graziarlo e lo rispediscono nel luogo da cui è arrivato, ora vi è da affrontare l'assedio alla magione da parte dei Vampiri. Una volta riunitasi ed armatasi, l'October Family decide di passare al contrattacco e quindi esce dalla casa per affrontare le creature delle tenebre corpo a corpo. I sei riescono da eliminare diversi vampiri prima che questi si diano alla fuga. Per assicurarsi che stia bene si recano a casa di Philip ma qui trovano i suoi genitori assassinati. Scendendo nelle fogne trovano anche Philip appeso e sgozzato. Non sono arrivati in tempo ma Geoff ha modo di cacciare e uccidere quello che sembra essere il loro leader e il suo alleato umano Merle Cope, il quale però è già stato resuscitato una volta dalla potente strega Opal.

## Personaggi
- Fredrick Allen: dopo trent'anni di carriera come cacciatore di mostri, ha deciso di abbandonare questa rischiosa carriera per darsi all'insegnamento[10]. La materia a cui si dedica è Mostri e Mitologia, ovviamente i suoi studenti sono all'oscuro del suo passato e sono ignari che le creature e le minacce occulte di cui parla il loro professore esistano realmente[10]. Fredrick padroneggia bene il suo nuovo lavoro ma ha difficoltà a relazionarsi con la sua famiglia[10]. Il rapporto con la moglie è freddo e distaccato mentre i due figli vorrebbero portare avanti la tradizione di famiglia che vede gli Allan contrapporsi alle presunte forze del male[10]. Fredrick è contrario a tornare a combattere le forze oscure ma questo non è dovuto principalmente ai rischi che la sua famiglia correrebbe ma ciò che teme è il dover affrontare un passato in cui non è stato sempre un eroe e i cui fantasmi potrebbero tornare a tormentarlo[10].
- Deloris Allen: moglie di Fredrick Allen. I due si sono conosciuti dando la caccia ai mostri e, quando il marito ha deciso di smettere per darsi all'insegnamento, tra i due si è creato un certo distacco. Deloris non si è adattata ad una vita dove interpreta il ruolo di madre e moglie. Ha quindi da subito appoggiato il ripensamento di Fredrick quando ha deciso di addestrare i figli Geoff e Vivian per divenire anche loro cacciatori. Si veste di rosso ed è abile nell'utilizzo delle pozioni magiche.
- Geoff Allen: figlio adottivo di Fredrick e Deloris. Non vuole condurre una vita da studente e trovarsi un lavoro "canonico" all'interno della società, il suo desiderio è quello di ripetere le gesta del padre e della madre ai tempi in cui affrontavano mostri e demoni. Possiede la particolare dote paranormale di vedere i fantasmi che attanagliano una persona che si è resa responsabile di crimini o gravi sciagure nel suo passato.
- Vivian Allen: figlia adottiva di Fredrick e Deloris. Come il fratello Geoff ha il desiderio di portare avanti la missione di cacciatori di mostri della famiglia Allen. Particolarmente interessata all'occulto e agli incantesimi, possiede la dote paranormale di intravedere come moriranno le persone che ha di fronte, sempre che desideri farlo. Dimostra abilità innate nel combattimento corpo a corpo dove riesce ad usare tecniche d'attacco che combinano colpi fisici e attacchi magici.
- Lucas: Partner di Fredrick come cacciatore di mostri durante gli anni di massima attività in questo campo per il patriarca della famiglia Allen, ovvero gli anni settanta. Durante uno scontro con un gruppo di licantropi Lucas viene ferito e contrae la maledizione di divenire un uomo-lupo. Ora però è questa stessa maledizione a divenire il mezzo che gli permette di rimanere in vita dal momento che la sua forma umana ha contratto un tumore inguaribile. Questo però non può ucciderlo o progredire quando diventa un uomo-lupo. Tornato dal suo vecchio amico Fredrick per condurre degli esami sulla sua condizione, è fortemente convinto che gli Allen debbano tornare a cacciare mostri e demoni e lui è pronto ad unirsi a loro nella rinnovata missione.

## Realizzazione
La IDW è una casa indipendente che contende alla Dark Horse Comics il ruolo di editore leader del mercato dei fumetti pubblicati su licenza. La due case editrici, in termini di vendite, si disputano il quarto posto come maggior editore di fumetti negli Stati Uniti. Un altro ambito nel quale la IDW ha sfidato con successo la sua diretta rivale è il fumetto horror, genere che conosce una rinascita iniziata con gli anni duemila. La IDW ha cavalcato quest'onda pubblicando opere quali Locke & Key di Joe Hill e Gabriel Rodriguez, V-Wars di Jonathan Maberry (opzionata da Netflix), i fumetti sul popolare franchise Silent Hill, le ristampe dei fumetti horror pre-Comics Code (sia in volumi che con la serie Hunted Horror), la saga co-creata da Chris Ryall Zombies vs. Robots e molti altri. Però bisogna sottolineare che il primo grande successo in assoluto per la IDW arriva proprio con una serie horror creata da Steve Niles e Ben Templesmith, ovvero 30 Days of Night, opera da cui è stato tratto l'omonimo film cinematografico e relativo sequel. Da allora la carriera di Steve Niles è decollata ed ha continuato a collaborare (non in esclusiva) con la IDW realizzando diverse opere di genere horror e creator-owned. Nel 2014 gli viene offerta la possibilità di realizzare una serie regolare e questo per Niles è una novità in quanto ha passato gran parte dei primi 25 anni di attività a scrivere limited-series (o miniserie). Insieme al disegnatore Damien Worm crea The October Faction, il cui primo albo viene pubblicato nel 2014 e la cui serie dura 18 numeri. A questa segue una miniserie sequel.
Poco prima di The October Faction, Steve Niles aveva già collaborato una prima volta con l'artista Damien Warm per la realizzazione della miniserie horror Monster & Madman, pubblicata da IDW tra il marzo e il maggio 2014. La storia vedeva il bizzarro incontro tra il mostro di Frankenstein e l'assassino seriale Jack lo squartatore. Worm è stato entusiasta di poter lavorare con Niles e il suo stile ben si adatta alle atmosfere della nuova serie e diviene quindi la scelta giusta a cui affidarne i disegni. Lo stesso Warm ammette però che le atmosfere sono meno cupe che non in Monster & Madman e quindi ha cercato di adattarsi rendendo certe tavole più luminose e aperte aumentando inoltre i dettagli degli sfondi. Nonostante questo il suo stile essenziale e grottesco rimane un tratto distintivo dell'opera ed è lui ad affermare che :<<(i miei disegni) ti sono congeniali se stai cercando una serie horror a fumetti, se stai cercando (invece) il tipico stile dei supereroi a fumetti, allora probabilmente mi odierai. Parecchio>>. Worm realizza in toto le tavole a cui lavora, occupandosi degli sketch, delle matite, delle chine e dei colori. Tra questi predilige nettamente i toni marrone e rosso, che sembrano emerge a fatica da uno sfondo avvolgente dominato da toni cupi. Tra le sue influenze artistiche cita Stephen Gammell, Al Columbia e Arthur Rackham. Si trova a sua agio anche con le tavole in bianco e nero che ha la possibilità di disegnare durante le sequenze flashback, ambientate prevalentemente durante gli anni settanta. Infatti è in questo decennio che Fredrick Allan ha i suoi giorni migliori come cacciatore di mostri e indagatore di crimini dalle cause soprannaturali. Nel realizzare queste sequenze, Niles e Worm omaggiano una serie televisiva cult quale Kolchak: The Night Stalker, trasmessa dalla ABC tra il 1974 e il 1975. Il protagonista Carl Kolchak era un reporter che indagava su crimini e avvenimenti spesso legati al soprannaturale e all'esistenza di creature fantastiche. Non si tratta dell'unica serie televisiva che funge da ispirazione per October Faction; la figura di Fredrick Allan, il suo rapporto ambiguo con la famiglia e la sua facciata di professore contrapposta ad una attività pericolosa e segreta nel mondo dell'occulto viene definita una sorta di mash-up tra Breaking Bad (serie tv della AMC) e Penny Dreadful (di Showtime).

## Accoglienza
La serie The October Faction non viene accolta calorosamente a livello di vendite. Il primo albo, uscito a ottobre 2014, non supera le 10 000 copie vendute e si colloca al 238º posto della classifica di vendite secondo i dati ufficiali forniti dal Diamond Comic Distributors, il distributore unico per i fumetti statunitensi nel mercato Nord Americano e d'oltreoceano. L'albo più venduto della IDW Publishing nello stesso mese è il primo albo della miniserie che vede l'atteso incontro tra i personaggi di due franchise di molto popolari quali le Teenage Mutant Ninja Turtles e gli acchiappa fantasmi di Ghostbusters. Non rientra comunque tra i primi 100 albi più venduti ma supera le 21 000 copie. Tra gli albi IDW dell'ottobre 2014 , l'opera di Niles e Worm si colloca solo al 13º posto tra quelli più venduti dalla casa editrice californiana.

## Pubblicazioni
- The October Faction nn.1-18, Steve Niles (testi) - Damien Worm (disegni), serie regolare (conclusa), ottobre 2014 - luglio 2016.
- The October Faction (2016) nn.1-5, Steve Niles (testi) - Damien Worm (disegni), miniserie di 5 (conclusa), ottobre 2016 - febbraio 2017. Raccolta in volume con il titolo The October Faction: Deadly Season, distribuito da IDW nel luglio 2017.
- The October Faction (2018) nn.1-5, Steve Niles (testi) - Damien Worm (disegni), miniserie di 5 (conclusa), marzo-luglio 2018. Raccolta in volume con il titolo The October Faction: Supernatural Dreams, distribuito da IDW il 5 dicembre 2018.

## Edizione italiana
A partire dal 2019 la Magic Press Edizioni inizia la distribuzione dell'intera saga di The October Faction attraverso volumi brossurati tra le 140 e 144 pagine, ognuno dei quali raccoglie un arco narrativo completo, la cadenza è bimestrale. Il primo esce a settembre e porta il titolo October Faction Volume 1 - Mostri di Famiglia e contiene i primi sei albi della serie regolare iniziata nel 2014. Di seguito l'elenco delle opere distribuite:
- October Faction Volume 1 - Mostri di Famiglia, di Steve Niles (testi) e Damien Worm (disegni), volume brossurato di 144 pp. a colori, contiene The October Faction nn.1-6[2], sono presenti le copertine originali e quelle alternative, una sezione di sketch in bianco e nero di Worm e la mappa di Gristlewood[16]. Magic Press Edizioni, Ariccia, settembre 2019[2]. ISBN 9788869135699
- October Faction Volume 2 - Il brivido della caccia, di Steve Niles (testi) e Damien Worm (disegni), volume brossurato di 140 pp. a colori, contiene The October Faction nn.7-12, sono presenti le copertine originali e una "cover gallery" con copertine alternative. Magic Press Edizioni, Ariccia, novembre 2019. ISBN 9788869135880
- October Faction Volume 3 - Incantesimi, di Steve Niles (testi) e Damien Worm (disegni), volume brossurato di 144 pp. a calori, contiene The October Faction nn.13-18. Magic Press Edizioni, Ariccia, 23 gennaio 2020 (il Volume 3 viene distribuito lo stesso giorno dell'esordio su Netflix della serie tv ispirata ai fumetti di The October Faction)[5]. ISBN 9788869135972
- October Faction Volume 4 - Giochi Mortali, di Steve Niles (testi) e Damien Worm (disegni), volume brossurato di 138 pp. a colori, contiene The October Faction (2016) nn.1-5 (raccolta da IDW in volume trade paperback con il titolo: The October Faction: Deadly Season nel 2017). Magic Press Edizioni, Ariccia, febbraio 2020. ISBN 9788869136191
- October Faction Volume 5 - Segni Sovrannaturali, di Steve Niles (testi) e Damien Worm (disegni), volume brossurato di 120 pagine a colori, contiene The October Faction: Supernatural Dreams nn.1-5 (del 2018). Magic Press Edizioni, Ariccia, data di distribuzione: 26 marzo 2020. ISBN 9788869136252

## Adattamento in altri media
La piattaforma in streaming Netflix opziona l'opera per un adattamento in serie tv da distribuire in esclusiva per i suoi abbonati. La prima stagione, composta da 10 episodi, esordisce il 23 gennaio 2020. La serie è prodotta e supervisionata da Damon Kindler e Steve Niles è tra i produttori esecutivi. Nei ruoli dei protagonisti vi sono: J.MacKenzie (come Fredrick Allen), Tamara Taylor (come Deloris Allen),  Aurora Burghart (come Vivian Allen), Gabriel Darku (come Geoff Allen). La casa di produzione è la IDW Entertainment (insieme alla High Park Entertainment), branca della IDW Publishing. Lo sviluppo della serie rientra in un più ampio accordo di collaborazione tra Netflix e IDW in quanto il leader dello streaming a pagamento è fortemente interessato alla produzione di serie tv e film tratta dai fumetti. L'uscita di October Faction segue infatti quella della serie tv V Wars di Jonathan Maberry, che vede coinvolta la IDW Entertainment e il cui settore editoriale pubblica la versione a fumetti. A febbraio 2020 esordisce (sempre per Netflix) l'adattamento in serie tv di uno dei titoli IDW più acclamati da critica e lettori ovvero Lock & Key realizzata dallo scrittore pluripremiato Joe Hill e dall'artista Gabriel Rodriguez.